# Jean-François Court
Jean-François Court (ur. 1 września 1957 w Paryżu) – francuski zapaśnik w stylu klasycznym. Dwukrotny olimpijczyk. Piąty w Los Angeles 1984, odpadł w eliminacjach w Seulu 1988. Startował w kategorii 90–100 kg. Zajął 14 miejsce na mistrzostwach świata w 1987. Piąty w mistrzostwach Europy w 1987. Zdobył srebrny medal na igrzyskach śródziemnomorskich w 1983 roku.